# Шимон Абухаціра
Шимон Абухаціра (івр. שמעון אבו חצירא, нар. 10 жовтня 1986, Нетанья) — ізраїльський футболіст, нападник клубу «Хапоель» (Кір'ят-Шмона).
Насамперед відомий виступами за клуби «Хапоель» (Петах-Тіква) та «Барселона Б», а також молодіжну збірну Ізраїлю.
Чемпіон Ізраїлю.

## Клубна кар'єра
Народився 10 жовтня 1986 року в місті Нетанья. Вихованець юнацьких команд футбольних клубів «Бейтар» (Нетанья) та «Хапоель» (Петах-Тіква).
У дорослому футболі дебютував 2006 року виступами за команду клубу «Хапоель» (Петах-Тіква), в якій провів чотири сезони, взявши участь у 133 матчах чемпіонату. Більшість часу, проведеного у складі петах-тіквського «Хапоеля», був основним гравцем атакувальної ланки команди. У складі петах-тіквського «Хапоеля» був одним з головних бомбардирів команди, маючи середню результативність на рівні 0,36 голу за гру першості.
Своєю грою за цю команду привернув увагу представників тренерського штабу клубу «Барселона Б», до складу якого приєднався 2010 року. Відіграв за команду дублерів головного каталонського клубу наступні один сезон своєї ігрової кар'єри.
До складу клубу «Хапоель» (Кір'ят-Шмона) приєднався 2011 року. Наразі встиг відіграти за команду з Кір'ят-Шмони 34 матчі в національному чемпіонаті.

## Виступи за збірну
У 2008 році залучався до складу молодіжної збірної Ізраїлю. На молодіжному рівні зіграв у 3 офіційних матчах, забив 1 гол.

## Титули і досягнення
- Чемпіон Ізраїлю (1):

«Хапоель» (Кір'ят-Шмона): 2011-12
- Володар Кубка Тото (2):

«Хапоель» (Кір'ят-Шмона):  2010-11, 2011-12
- Володар Кубка Ізраїлю (1):

«Маккабі» (Хайфа):  2015-16